# Pristimantis aquilonaris
Pristimantis aquilonaris là một loài động vật lưỡng cư trong họ Strabomantidae, thuộc bộ Anura. Loài này được Lehr, Aguilar, Siu-Ting, & Jordán mô tả khoa học đầu tiên năm 2007.